# 복학왕
《복학왕》은 대한민국의 만화가 기안84가 네이버에서 연재 중인 웹툰이다. 패션왕의 등장인물과 배경을 차용했지만 패션왕과 이 작품은 전역 이후에 주인공의 행보가 다르므로 별개의 리부트 작품 또는 if시나리오 작품으로 볼 수 있다.
남녀주인공의 로맨스가 주요 소재가 되는 다른 캠퍼스물과는 달리 이름없는 똥통대학을 배경으로 지잡대의 시궁창 현실과 암울한 미래를 예리하게 그려내며 호평을 받았고 수요웹툰 1위를 달성했다. 그래서 독자들로 하여금 '학업장려웹툰'이라는 말이 나올정도로 호평 일색이었지만 최근에는 주제를 벗어난 스토리, 비하논란, 설정오류로 인하여 혹평이 쏟아지고 있다.

## 등장인물

### 주요인물
- 우기명

전작 패션왕의 주인공. 전작에선 일진의 늪에 빠진 철없는 10대 청소년으로 나왔고 대학에 가서도 학교생활에 적응을 못해 아웃사이더 생활만 했지만 여기선 20대 복학생이 된지라 학년짬이 쌓여 새내기들을 잘 이끌어주는 모습으로 나온다. 하지만 곧 학기마다 여자를 끌어들여 동거시키는 엄청난 바람끼와 내가 하면 로맨스고 남이 하면 불륜이라는 이기적인 사고방식때문에 심각할 정도로 생각이 없다는 비난을 받게된다. 최근 들어서는 시궁창같은 현실을 벗어나기 위해 전공을 되살려 옷만드는 일에 열중하는가 하면 교생실습까지 나가는 등 개과천선을 하기 시작했다. 그래서 독자들로부터 이제 그만 원호처럼 꽃길을 걷게 해주라는 요청이 쇄도하고 있다. 작가도 이런 쇄도를 느꼈는지 최근 오디션프로에 출전해 서바이벌 경쟁에서 치고 올라오는 모습이 그려졌다.
- 봉지은

전작 패션왕 박혜진의 뒤를 잇는 새 여주인공. 연재 초반에는 박혜진의 임팩트때문에 별다른 주목을 못받았다, 낭만적인 캠퍼스생활을 꿈꾸며 기안대에 입학했지만 똥군기, 질낮은 수업, 비싼 학회비 등의 시궁창보다 못한 수준이하의 현실만 보고나선 이런 학교를 계속 다녔다간 인생 망치는 건 시간문제란걸 느끼곤 자퇴서를 낸후 재수학원에 들어갔다. 하지만 그마저도 기명의 연락을 받고 학원을 몰래 빠져나온뒤 모델과 아이들의 패션쇼를 보러갔다 상상을 초월하는 아이들의 워킹과 압도당해 생각을 고쳐먹고 학교에 계속 남는다. 이후 새내기 시절의 어리바리함은 온데간데 없이 놀라운 속도로 학교를 적응해나가기 시작하는데 문제는 가면갈수록 꼴통으로 전락해버리면서 주위사람들의 인생을 말아먹는 민폐로 전락하고 말았다. 현재 기명과 동거중이다.
여담으로 실존인물을 바탕으로 한 캐릭터다. MBC 예능프로 나 혼자 산다에서 밝혀진 사실에 의하면 작가 기안84의 대학후배인 '봉지은'이란 여성을 모티브로 했다고 한다. 하지만 이름만 같을뿐 캐릭터의 외형은 전혀 다르다. 만화를 준비할 당시 주인공 작명을 안할때라 무작정 그녀에게 이름을 쓰겠다고 부탁을 해서 친해졌다고 한다.

### 기안대 학생들
- 조기탈(25세)

09학번. 연재 초반 학회장. 사회적으로 문제가 되고 있는 전형적인 똥군기에 대해 잘 보여주는 인물. 새내기때부터 선배들에게 기합당하느라 틈만나면 머리를 땅에 박고있다보니 머리가 다 벗겨져 심각한 탈모증세에 시달리고 있다. 극중반에서 김지노에게 학회장 자리를 물려주고는 졸업한다. 사실 그전까지의 모습만 보면 딱 못배운 꼰대의 특성이 그대로 드러나지만 알고봤더니 교수들에게 잘보이고 학회장까지 솔선수범까지 맡았지만 돌아온건 3000만원이라는 빚과 백수신세라는 초라한 처지 뿐이었다는 숨은 사연이 공개됐다. 이를 기점으로 비난여론은 조금이나마 가라앉았다. 졸업후에는 피자가게를 하고있으며 개순이를 주워와 가게 마스코트로 여기며 기르고 있다.
- 이병건(22세)

전작 패션왕 대학교 에피소드에서 우기명의 동기로 나왔던 남학생. 처음에는 틈만나면 학교를 결석하는 것도 모자라 행사일까지 무단으로 빠지는 기명을 굉장히 싫어했다. 그러다 축제때 땡땡이치고 친구들이랑 노는 기명을 보고 화가 폭발해 그와 트러블을 일으키다 소동을 듣고 달려온 두치에게 흠씬 두들겨 맞고 병원신세를 진다. (원래 축제때 열리는 런웨이의 메인 모델이었지만 환자가 되는 바람에 기명이 대타로 나섰고 이는 아웃사이더 신세였던 기명이 유명인사로 변모하는 계기가 된다.) 축제가 끝난후 캠퍼스에서 기명과 다시 만났지만 예상과는 달리 소란피워서 미안하다고 정중하게 사과를 했고 이 작품에서는 원래부터 그랬던냥 절친한 친구로 변신한다. 하지만 어느 순간부터 만화에서 사라졌다.
- 김지노(24세)

늦게 입학했지만 나이가 있는지라 기안과 병건에게 형 대접을 받고있다. 지은의 절친 설주와 사랑에 빠져 동거를 시작하더니 설주가 임신하는 지경에 이르고 만다. 게다가 학교가 지잡대인지라 스펙도 일자리도 아무것도 없는 상황. 그럼에도 불구하고 임신한 연인과 아이를 헌신짝처럼 버리는 일부 사람들과는 달리 어떻게든 처자식 입에 풀칠이라도 시키려고 공사판 막노동도 마다치 않는 모습으로 독자들의 호감을 얻어냈다. 조기탈이 졸업하면서 학회장이 됐고 새내기 오티의 사회자를 맡지만 학회장이라는 타이틀의 압박감이 부담스러웠던 탓에 정말 초등학생도 안웃을 썰렁개그를 남발해 가뜩이나 어색한 분위기를 더 어색하게 만들어버린다.
- 김재현(21세)

14학번. 귀티나는 얼굴스타일을 가져 많은 여학우들의 호감을 사는 전형적인 호감형 남자. 겉으로는 모두에게 친절하게 굴지만 속으로는 한 여자하고는 오래 못사귀는 타입이며 덤으로 여성공포증이 심한 편이다.
- 박뿔테(21세)

14학번. 이름 그대로 뿔테 안경을 쓰고 다닌다. 외모는 김재현이랑 동급. 유머감각이 많아 과에서 분위기 메이커 역할을 톡톡히 하고 있었지만 기명이 복학한 뒤로는 존재감이 희미해져 버린다.
- 윤미미

기명과는 기안고등학교 선후배 사이. 당연히 패션왕에서도 단역출연한 이력이 있다. 고교시절, 슬리퍼를 도둑맞는 바람에 양말차림으로 복도를 다니다 기명과 마주쳤고 처음 본 사이임에도 불구하고 스스럼없이 자기 슬리퍼를 벗어주는 그에게 첫눈에 반해 그를 따라서 기안대에 입학해 연인이 된다. 하지만 조별과제를 하기 위해 동기들이랑 그의 자취방을 방문했다가 성인 동영상을 보고있는 기명을 보고나서는 정나미가 떨어져 이별을 통보했다.
- 김설주

이름의 모티브는 북한지도자 김정은의 부인 리설주. 봉지은과 매일 붙어다니는 절친한 친구다. 어느날, 김지노와 눈이 맞아서 동거를 시작하더니 급기야는 그의 아이를 가졌다. 이후 지노하고는 그대로 결혼에 골인. 결혼을 하고나서는 학교를 자퇴한 모양인지 만화에서 사라졌고 잊을만하면 간간이 나타난다. 최근 다시 나온 모습에 의하면 태어난 아기는 벌써 아빠와 목마를 태워줄 정도로 자라 있었다.
- 김성우

경호학과 08학번 복학생. 하지만 군대를 다녀온 사이 학과가 폐지되는 바람에 모델학과로 편입된다. 이후 선배들과 친하게 지내고 조교가 될 정도로 학과생활에 완벽하게 적응했지만 후배들한테는 온갖 자잘한 이유로 트집을 잡아 잔소리를 해대기 시작했고 급기야는 술에 취해 성질이 난다는 이유로 폭력을 휘두르기까지 했다. 더군다나 조교일을 하는 모습도 가관인데 자신이랑 가장 가까운 관계인 학회장에게 아무렇지도 않게 비비탄 총질을 해대는 상식 이하의 모습을 보여준다. 평화로운 기안대학교에 똥군기라는 악재를 만들어낸 장본인으로 초반에만 나왔고 이후에는 학교를 졸업했는지 나오지 않는다.
- 김유이

체중이 100kg가 넘는 거구의 여학생. 여기까지만 보면 그냥 살이 조금 찐 뚱뚱한 여자 같지만 실은 경호학과에서 모델학고로 전과해왔으며 살처럼 보이는것들이 실은 모두 근육이라는 엄청난 반전을 가졌다. 혼자서 자취를 하고있으며 먹는걸 무척이나 좋아하는탓에 한번 먹으면 끝도없이 폭식을 하는 경향이 있다. 어느날, 뷰티수업시간에 자상하게 화장을 지도해주는 뷰티과 학회장에게 첫눈에 반했고 연애를 시작하지만 그가 취직한 공장에서 만난 다른 여자와 바람나는 바람에 헤어진다. 경호학과 출신이라 그런지 힘이라면 한가닥 한다는 총학생회 VIP들을 순식간에 떼려눕힌다.
- 뷰티과 학회장

뷰티과 수업시간에서 유이의 화장지도를 해주며 처음 등장. 훤칠한 미모로 여학생들에게 많은 인기를 누리고 있으며 당연히 김유이도 그 중 하나였다. 처음에는 그녀가 거구라는 점과 다른 여학생들의 폭발적인 관심에 유이를 별로 눈여겨 보지 않았지만 그녀가 기명이 만들어준 옷을 입고 잠시나마 출중한 미인으로 변하자 함께 다니기 시작했고 다시 본모습으로 돌아왔을땐 충격을 받아 멀리한다. 하지만 술집에서 만난 총학생회 VIP들에게 폭행당한걸 구해준 그녀의 모습을 보고나서는 살빼라는 조건으로 연애를 시작하지만 결국 취직한 공장에서 만난 다른 여자와 바람이 나서 유이를 차버렸다.
- 김동원

02학번 졸업생. 강동원이라는 중국집에서 사장으로 일하고 있다. 대학 다닐때만 해도 학회장을 하고 교수들에게도 신임을 받을정도로 전도유망한 학생이었다. 그러다 졸업이 코앞으로 다가온 4학년 2학기 무렵 교수의 추천으로 유명브랜드 회사에 취직한다. 처음에는 남들처럼 양복 빼입고 출근하는 상상을 했지만 그가 하게 된 일은 유명브랜드 회사의 상하차 물류창고업. 이후 아무리 능력이 좋아도 지잡대 졸업장으로 할 수 있는 건 노가다밖에 없다는 시궁창같은 현실을 깨닫고는 진로고민을 하는 기명에게 지금이라도 늦지 않았으니 어서 자퇴하고 다른길을 알아보라는 현실적인 조언을 해준다. 언뜻 보기에는 전작 패션왕에서 고등학교를 자퇴한 기명이 배달일을 하던 중국집 원빈의 사장님이라고 생각하기 쉬운데 외모부터 다른사람이다.
- 박태준

이름의 모티브는 네이버 웹툰 외모지상주의 작가 박태준박태준. 만화초기, 학교축제를 할 때 무대에서 노래를 불렀는데 "일 때문에 학교 자주 못나왔는데.. 앞으로는 자주 출석하겠습니다."라는 대사와 아이들의 폭발적인 반응으로 미루어볼때 연예인인듯 하다. 그후에도 출석은 잘 못하는지 나오지 않는다.

### 봉지은 부모님
- 봉지은 엄마

남편과 무척 사이가 나쁜듯 아이가 보는 앞에서도 고함지르고 폭력쓰는 건 말할것도 없고 한번 작정하고 싸우면 집안가구가 다 파손될 정도. 단지 공부를 못하고 머리가 나쁘단 이유만으로 친딸을 무자비하게 폭행하는가 하면 고아원에 격리시키겠다는 말까지 서슴지 않는다. 덕분에 독자들 사이에선 훈육차원이라지만 지나친 구석이 있으며 수시로 아이에게 고함지르고 벌주는 것이 과연 한 아이의 엄마란 사람이 가진 사고방식이 맞는지도 의심스럽단 평을 받고있다. 지은이 중학생이 돠고나서는 딸아이까지 버려두고 집을 나와 남편과 별거를 한다.
'맞선 봉지은'편에서 재등장. 22살밖에 안된 딸아이한테 서울대 졸업생이라는 46살 아저씨와의 맞선을 주도하는 황당한 행보를 이어나갔다. 하지만 그간 가사도우미, 마트시식안내원, 선거유세활동 등등 시궁창 인생을 살아왔다는 것이 함께 공개되면서 별다른 비판은 없다.
하지만....그때는 몰랐다.
- 봉지은 아빠

무조건적으로 딸을 혼내기만 하는 엄마와는 달리, 아이를 혼내고 나선 일련의 미안함을 가져 치킨을 사주고 밤새 텔레비전을 보게 해주는것으로 사과를 대신한다. 아내가 집을 나간뒤 홀로 어린딸을 키웠지만 딸마저도 가출을 하자 사흘백방으로 찾아나선다. 그러다 딸아이가 절도혐의로 경찰서에 와 있다는 연락을 받고 한달음에 달려가 자식뻘되는 고등학생들한테 무릎을 꿇고 용서를 구하는 것으로 합의를 보고 자식을 데려나온다. 이후 집나간 딸이 범죄까지 저질렀음에도 불구하고 꾸짖지도 않고 오히려 고기까지 구워줄 정도. 이 장면은 많은 독자들을 울리게 만들었다.
'맞선 봉지은'편 마지막화에서 재등장. 아파트 경비원 일을 하는듯 하다. 기명을 무조건적으로 반대하는 아내와는 달리 기명을 보고도 아무런 내색도 하지 않았다.

### 기안초등학교
- 김준

어리바리해 따돌림의 대상이었던 지은과는 달리 인물도 훤칠한데다 또래들보다 몸집도 커서 소위 말하는 '일진'이었다. 우연히 보고 첫눈에 반한 봉지은과 사귀지만 엄마의 간섭으로 본심을 드러내 헤어졌다가 중학교때 다시 만나게 된다. 이후 아빠한테 혼나고 충동적으로 집을 나온 지은에게 휘말려 나란히 가출하는 신세가 되고만다. 가출생활 중간에 후한이 두려워 지은을 설득시키려 했지만 실패하자 결국 그녀를 위해 휴대폰까지 훔쳐버리는 만행을 저지르고 만다. 그러다 피해자들의 신고로 경찰서에 잡혀왔지만 지은아빠의 합의덕분에 간신히 풀려난다. 강제전학과 더불어 지은이 이별을 요구하며 헤어지게 됐다.
이후 만화에서 사라졌다가 동창회편에서 재등장했는데 초등학교 시절의 간지를 그대로 유지한 채 김수현 버금가는 미모와 의대라는 뛰어난 스펙까지 그야말로 엘리트가 되어 나타났다. 동창회를 기점으로 다시 지은과 카톡을 하기 시작했는데 지은이 그에게 잠시 설레었듯 본인 역시 지은에 대한 짝사랑이 되살아나기 시작했다. 그래서 지은과 동거까지 하는 기명을 엄청나게 질투하고 있다.
- 방우리

지은과 같은반이었던 여학생. 발육이 빠른지 덩치도 크고 힘도 좋아서 웬만한 남자애들 정도는 한손가락으로 제압이 가능하다. 주로 하는일은 우유급식. 지은하고도 자주 어울렸다. 인생 봉지은 초반에 나왔다가 사라졌고 동창회편에서 재등장했는데 성형으로 얼굴을 뜯어고친 출중한 미인이 되어있었다.
- 김영길, 김용이

못된짓만 골라서 하는 기안초 대표 문제아 콤비. 그들의 표적은 주로 반에서 어리바리하기로 소문난 봉지은이었고 그 때문에 지은은 항사 쉬는시간이면 밖에 나와있었다. 동창회편에서 재등장했는데 철없던 꼬맹이 시절과는 달리 예전의 만행을 정중하게 사과하고 먼저 인사를 하는 등 개과천선한 모습을 보여주었다. 또 몸에 문신을 하고 예쁜 여자친구도 사귀고 외제차를 끌고 다니는등 과거 행적과는 대조적으로 무척이나 잘나가는 근황이 밝혀졌다.
- 태권도복

지적장애를 가진 남학생. 매일 태권도복만 입고다녔고 자전거를 핸들도 안잡고 타는 등 이상한 행동만 하다 봉지은과 나란히 일진들의 먹잇감이 됐고 중학생이 되고나서는 아예 셔틀로 전락했다. 동창회에서 재등장했는데 단지 장애만 나아졌을뿐 얼굴이나 근황은 과거와 별반 다를게 없었다.

### 전작 인물
- 기명 엄마

기명의 모친. 아파서 누워만 있는 모습이 대부분이었던 전작과는 달리, 여기서는 병세가 다 나았는지 훌훌 털고 일어나 김밥집에서 일할 정도로 건강이 좋아졌다. 아들이 학기마다 여자를 끌어들여 동거를 하는 모습에 복장이 터지는 모습을 보여준다. 아들이 사준 옷을 매우 소중하게 입고다녀 반짝이던 옷에 때가 탈 정도.
- 박혜진

전작의 여주인공. 초반에도 잠시 나왔지만 다른 남자와 교제를 하고 있었고 패션왕 때 감정은 모두 정리됐기 때문에 예전 남자친구였던 기명과 원호를 친구라고만 여긴다. 이후 우기명과 봉지은 사이에 러브라인이 생기고 본격적인 만화전개가 시작된 뒤부터는 사라졌다 '결혼식'편에서 나왔다. 12살 연상의 치과의사랑 속도위반 연애로 결혼식을 올렸고 결혼후에는 육아일에만 전념하는 전형적인 살림주부가 되어 있었다. 하지만 산후우울증이 찾아왔는지 심리적으로도 많이 우울해하고 있다.
- 김원호

전작에서 모델로 데뷔한 이후 몇년만에 비싼 집과 고급 외제차를 끌고다니는 톱스타가 되며 인생역전을 거두었다. 인터넷 기사에 나온 사실에 의하면 1년 수입만 자그마치 10억이라고 한다. 연예인 스케줄을 소화하느라 친구들하고는 거리가 멀어졌지만 만날때마다 살갑게 구는가 하면 기명의 집까지 놀러오는 등 우정은 변함없다. 뛰어난 자질과 능력이 있음에도 불구하고 지잡대와 빚더미에 허덕여 사는 기명을 안타깝게 여기며 오디션을 권한다.
- 김두치

개불대학교 사회체육학과. 기안디자인고등학교로 교생실습을 왔다가 기명과 만났다. 인간적인 태도로 아이들을 이끌어가는 기명과는 대조적으로 아이들에게 폭행도 서슴지 않는다. 그래서 실습기간 내내 아이들 사이에선 '사이코 교생'으로 유명인사가 됐다.
- 김창주

전작이나 지금이나 얼굴도 그대로이며 사는 모습도 별반 차이가 없다. 고등학교때 처음만난것으로 알려진 전작과는 달리 여기선 초등학교때 처음 만난것으로 알려졌는데 이때 기명을 '아빠 없는 아이'라며 엄청나게 괴롭혀댔다. 하지만 처지가 비슷하다는걸 알게된후 급속도로 가까워져 지금까지 우정을 유지하고 있는 것이다.
- 곽은진

'9급 공무원'편에서 오랜만에 재등장했는데 학창시절, 그나마 말이라도 하던 기명마저도 일진들이랑 어울리기 시작하고나서는 존재감없는 다크템플러 신세가 된다. 이후 체육대회때도 혼자 교실에서 공부했고 수학여행가서도 범생이들이랑 같은방을 쓰며 다같이 책보면서 놀았다고 한다. 이후 기명을 비롯한 일진들이 전부다 지잡대에 갈때 홀로 명문대에 합격했고 두치와 연인이 되며 여대생의 낭만을 즐기는가 싶었지만 돌연 두치를 차버리고 범생이 미모로 돌아가 고시공부를 한다. 영래와는 달리 반년만에 합격해서 공무원이 됐다.
- 김남정

전작에서 귀두머리 범생이였던 우기명을 지금의 패션왕으로 바꿔놓은 장본인. 전작 마지막화에서 기명과 같이 쇼핑몰을 차린것으로 끝났지만 복학왕이 넘어오니 이 쇼핑몰마저 말아먹고 수리기사로 일하고 있다. 그러다 결혼식편에선 수리기사도 짤렸다고 나온다. 인생 봉지은 편에서 윤혁수와 같이 찜질에서 자던도중 김준에게 휴대폰을 도둑맞았다. 이후 위치추적 기능으로 고시텔에 있던 두사람을 발견한 뒤 가차없이 경찰에 넘겨버렸지만 지은 아버지의 애원에 합의해준다.

### 단역
- 문영래

'9급 공무원'편에서 등장. 데뷔작 '노병가'의 등장인물이다. 04학번 졸업생으로 오랜 실업이 계속되자 9급 공무원 시험준비를 계속 한다. 지잡대 출신이긴 하지만 머리가 그렇게 나쁜것도 아니고 사람 자체도 괜찮지만 4년째 낙방을 하고있는 비운의 인물. 일단 그의 가장 큰 문제점은 바로 공부를 할 때 책에 집중하지 못하고 방 치우기, 스포츠중계, 인터넷 뉴스, 축구, 게임 등의 온갖 잡다한 일로 시간을 허비하는 것. 하는 행동은 이래도 공부할 의지는 있는지 새벽마다 공시학원으로 달려가 계단에 쭈그려 앉아듣는 열악한 환경속에서도 굳건하게 강의를 들을 정도이며 여기에 4년이란 긴 짬밥이 더해져서인지 이젠 문제만 봐도 답이 보이는 경지에 이르렀다. 그래서 독자들은 저정도 했는데 어진가하면 합격시켜 주라고 했지만 결과는...불합격. 이후 그를 본 사람은 아무도 없다고 한다.
- 지숙

'교생실습'편에서 나온 가출소녀. 엄마는 집나갔고 틈만 나면 술을 먹고 폭력을 휘두르는 아빠밑에서 두들겨 맞으면서 살아온지라 집에 들어가는걸 거부했고 결국에는 길거리를 떠돌아다니는 생활을 하게 된다. 그리고 거리에서 만난 아이들이랑 술집에서 접대부 일을 하기 위해 면접을 보러갔는데 공교롭게도 그곳은 지은이 일하는 술집이었고 면접을 본것도 지은이었다. 그녀는 지숙을 보자마자 단숨에 가출소녀임을 궤뚫어보고는 자신의 가출생활(인생 봉지은편)을 떠올리며 인생 망치기 싫으면 당장 집으로 돌아가라는 현실적인 조언을 해준다.
- 지숙 아빠

딸아이에게 술을 마시고 폭력을 행사하는 가정폭력범. 딸아이에게 폭력을 행사하는 건 기본이고 몹쓸짓까지 하려고 한적도 있다. 원래 슈퍼를 꾸리고 있었지만 술만 마시는 방탕한 생활을 하면서 자연스레 장사도 손을 놨다.
- 맞선남

이름 불명. 캐릭터 모델은 드라마 쓸쓸하고 찬란하神 - 도깨비의 주인공 김신. '맞선 봉지은'편에서 나온 봉지은의 맞선상대이며 서울대 출신이라는 빵빵한 스펙을 가졌으나 문제는 마흔여섯이나 되는 아저씨라는 점이다. 그래서 처음에는 지은이 만나기를 꺼려했지만 엄마의 성화에 결국 비싼옷까지 사입고 약속장소에 나갔다. 처음에는 훈훈한 미모에 봉지은도 순간적으로 흔들렸지만 곧 주름 지글한 아저씨의 얼굴이 드러났고 이에 경악한 지은은 맞선자리를 박차고 나온다. 하지만 본인은 이때부터 지은에게 반해 열렬히 쫓아다녔고 급기야 자고있는 그녀를 덮치려했다 전여친 노안숙에게 딱 걸렸고 이후 안숙과 지은 모두에게 뺨을 맞으며 응징당했다. 당연히 결혼은 파토. 대신 헤어진 노안숙과 재결합해 젊은시절을 떠올리며 행복해했다.
- 피난민 할머니와 손자

'예비군'편에서 등장한 피난민. 전쟁으로 인해 폐허가 된 도심속 백화점에서 봉지은에게 라면박스 하나만 달라며 구걸하는 모습으로 처음 나왔다. 지은에게서 박스를 하나 얻은 뒤 보답으로 오갈곳 없어 쩔쩔매는 지은과 뿔테를 자기집으로 데려와 지내게 해준다. 이때부터 할머니와 손자의 성격이 명확하게 드러나기 시작한다. 철없는 어린아이인 손자는 밥달라며 떼쓰고 징징거렸고 참다못한 뿔테가 뱃속에 거지가 있냐며 열받을 정도였다. 그에 반해 할머니는 자신의 몫까지 손자와 두사람에게 내어주고는 구석에서 남은 국물만 먹는 희생하는 캐릭터. 어느날, 손자가 계속 라면달라고 떼를쓰자 할머니는 뿔테가 슈퍼 내려갈때마다 쓰던 지도와 가방을 챙겨 평소 뿔테가 식량을 조달해오던 슈퍼까지 걸어가다 북한군을 만났다. 손자는 무사했지만 할머니는 그 자리에서 총살당해 즉사했다. 발견될 당시 할머니는 온몸으로 손자를 감싼 모습으로 죽어있어서 독자들을 안타깝게 했다.
- 개순이

'개순이'편에서 첫 등장. 평범한 흰색 강아지였지만 개장수에게 팔려간 이후 학대와 방임이라는 끔찍한 시간을 보냈다. 한번은 운좋게 탈출했지만 다시 잡혀오는 바람에 줄에 묶인채 끌려다니던 도중 피자배달을 하던 조기탈에게 발견됐고 개를 학대하는 현장에 눈이 뒤집힌 조기탈은 개주인을 때리고 개만 데려왔다. 이후 개주인에게 깽값을 물려주고는 자신이 데려와 기른다. 이 무렵, 그는 가게를 차린지 얼마안된탓에 손님이 하나도 없어 파리만 날리고 있었지만 개순이가 온 뒤로는 마치 기적처럼 사람들이 몰려오기 시작했고 이때부터 가게의 마스코트 노릇을 톡톡히 하게 된다.
- 버락 우바마

[[:캐릭터 모델은 미국 44대 대통령 버락 오바마. 20화 '특별강의'편에서 처음 등장. 한국외국어대학교 서울캠퍼스에서 버락 오바마가 연설을 한 일을 바탕으로 만들어졌다.기안대에 강의를 하러왔다 강의가 불가능할 정도로 소란스러운 분위기에 멘붕이 왔고 이후 영문과 4학년이라는 여학생이 영어로 묻는 질문에 '"I'm not speaking English"라는 짤막한 대답만 하는 것에 대해, 세계 최고의 정치인을 마주하고도 언제 끝나냐는 질문만 하는 봉지은에게서 또 한번의 멘붕을 느꼈다. 이후 기안대에 대한 호기심이 폭발했다. 이후 '버락 우바마편'에선 주인공으로 등장했는데 한국에 날아와 러닝과 팬티 차림으로 원룸생활을 하는가 하면 기안대에 입학해 아이들하고도 서슴없이 어울리는 등 점점 기안스러운 모습으로 변해가기 시작했다. 여담으로 '버락 우바마'편은 첫화부터 세계적으로 존경받는 정치인을 우스꽝스럽게 표현했다며 혹평받은 편이며 이로 인해 별점테러까지 당한 회차로도 유명하다]].
- [[도날도 트람푸

[[:캐릭터 모델은 미국 45대 대통령 도널드 트럼프. 123화에서 처음 등장. 지잡리에서 원룸생활을 하는 우바마를 한심하게 여기다 바마에게 인사를 건네오는 지은과 기명을 만났고 얼떨결에 그들과 어울린다. 처음 기명의 자취방을 보고는 '방사능 피폭현장 맞은 시리아 난민촌'에 비유를 하며 엄청난 멘붕을 느낀다. 이후 우바마처럼 반팔티에 팬티 차림으로 같이 라면을 먹고 기안대 학생들이랑 마피아 게임을 하고 술자리까지 하고있었고 취기 때문인지 세상 꺼져라 한숨을 내쉬는 기명에겐 온갖 잔소리를 다했고 이어 인생이란 이름하에 이런저런 설교를 시작했다가 봉지은한테 핀잔만 들었다. 그날밤, 침대에 누운 순간 권력보다 더한 일상의 소소함에 행복해하며 우바마가 왜 그 많은 곳을 제쳐두고 지잡리까지 오게 된건지 깨닫는다.
- 채유기

[[이름의 유래는 기안84의 작품을 담당하는 네이버 웹툰 담당자 채유기 씨. 그래서 나 혼자 산다에도 나온적이 있다. 16하번 신입생. 처음에는 그냥 존재감없는 평범한 학생으로 보였지만 여장을 계기로 아이들 사이에서 인기가 급부상했고 다음날부터 마음대로 아이들을 데리고 스키를 타러 가버리는등 권력자 행세를 하기 시작했다. 사회에 있을당시 틈만나면 벽돌로 사람을 때려눕혀 경찰서에 연행되는게 일상인 양아치였고 그냥 남들처럼 평범하게 대학이나 갔으면 좋겠다는 엄마의 말에 24살이라는 나이에 늦깎이 대학생이 된것이다. 양아치 기질때문인지 OT때부터 졸업한 총학생회 선배들을 짱돌로 때리는가 하면 학회장한테도 조용히 졸업이나 하고갈테니 귀찮게 하지말라고 대드는 하극상을 보여주었다. 하지만 같은 학과 선배인 멸치한테는 귀찮아하면서도 깎듯이 선배소리를 하는가 하면 이런식으로 할거면 자퇴해달라고 부탁해오는 같은 신입생 김준열의 말을 듣고도 주먹부터 날렸을 원래 성질과는 달리 화만 내고 마는것으로 보아 학교안에서는 사고를 안치기로 여긴 모양이다. 이후에도 사고없이 조용히 지내는지 나오지 않는다.]]

## 같이 보기
- 패션왕
- 보세왕